# Barthold Georg Niebuhr
Pour les articles homonymes, voir Niebuhr.

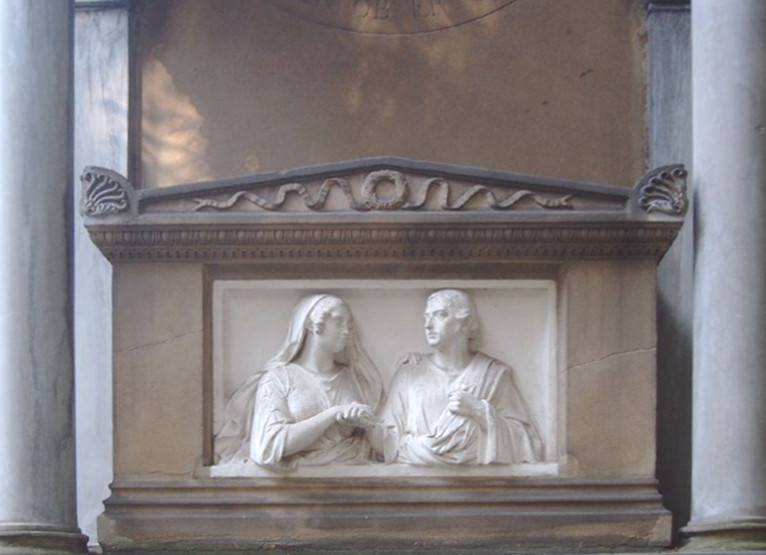
Pierre tombale des époux Niebuhr dans le vieux cimetière de Bonn.

Barthold Georg Niebuhr, né à Copenhague le 27 août 1776 et mort à Bonn le 2 janvier 1831, est un historien de la Rome antique.

## Biographie
Barthold Georg Niebuhr, fils de l'orientaliste Carsten Niebuhr, étudia durant quelques semestres à l'Université de Kiel, mais interrompit ses études et entra bien vite au service du gouvernement danois ; pourtant dès 1801 il acceptait le poste de professeur de son ancienne université de Kiel : son jeune âge pour une telle fonction surprenait moins encore que le fait qu'il n'avait pas terminé ses études par un diplôme. Quelques années plus tard (1806), Niebuhr reprit son activité de haut fonctionnaire à Berlin, cette fois au service du gouvernement prussien, puis en 1810 obtint la chaire d'histoire ancienne dans la nouvelle Université Humboldt de Berlin, fut émissaire de Prusse auprès du Saint-Siège de 1816 à 1823 et enfin Professeur à Bonn à partir de 1825.
Tout enfant, Niebuhr manifesta un don exceptionnel pour les langues étrangères : il apprit seul plusieurs langues orientales  et fut l'un des membres fondateurs de la société des sciences historiques philologiques et critiques, qui se développa en réaction contre l'histoire romaine de Tite-Live. Ses conclusions, et particulièrement sa mise en cause des sources des Discorsi de Machiavel sur l'état romain, furent souvent par trop approximatives : il s'avéra plus d'une fois que Machiavel l'emportait en précision sur Niebuhr. Dans la reconstitution des choses du passé, ce dernier n'hésitait pas à invoquer en dernier ressort son intuition personnelle (sa Divination, comme il l'appelait lui-même). Il n'en reste pas moins qu'avec Niebuhr, l'étude de l'Antiquité classique prit un net virage méthodique et méthodologique. Malgré bien des conclusions sans lendemain sur la valeur des sources, ses critiques stimulantes sur Tite-Live et d'autres auteurs inspirèrent des historiens et philologues de l'envergure d'Émile Joseph Belot,, Karl Otfried Müller, Theodor Mommsen, Jacob Burckhardt, et même Leopold von Ranke et Johann Gustav Droysen. L'ascension inexorable de l'historicisme allemand ne peut s'expliquer sans l'influence de Niebuhr.

## Famille
En 1800, il épouse Sophia Amalia Catharina Behrens (1773-1815), la sœur du juriste Siegfried Behrens (de). Le mariage n'a pas d'enfants.
Il épouse en 1816 Margarethe Hensler (1787-1831), une fille de Christian Gotthilf Hensler (de). Son oncle Hieronymus Friedrich Philipp Hensler (de) est marié à Beata Wiebke Dorothe Behrens (née en 1780), également une sœur de Behrens. De ce second mariage sont nés trois filles et deux fils, dont l'un est décédé en bas âge :
- Marcus Carsten Nicolaus (de) (né le 1er avril 1817 et mort le 1er août 1860) marié avec Caroline Auguste Émilie Helene Anna von Wolzogen (de) (né le 10 août 1824), fille de Ludwig von Wolzogen (de)
- Amalie (1818-1862) mariée avec Karl Philipp Francke (de) (1805-1870), juriste administratif et député
- Lucie (1820-1844) mariée avec le baron Wilhelm von Wolzogen (1807-1859), seigneur de Musternich en Silésie, conseiller d'État prussien
- Cornelie (1822-1878) mariée avec Bernhard Rathgen (de) (1802-1880)

## Postérité

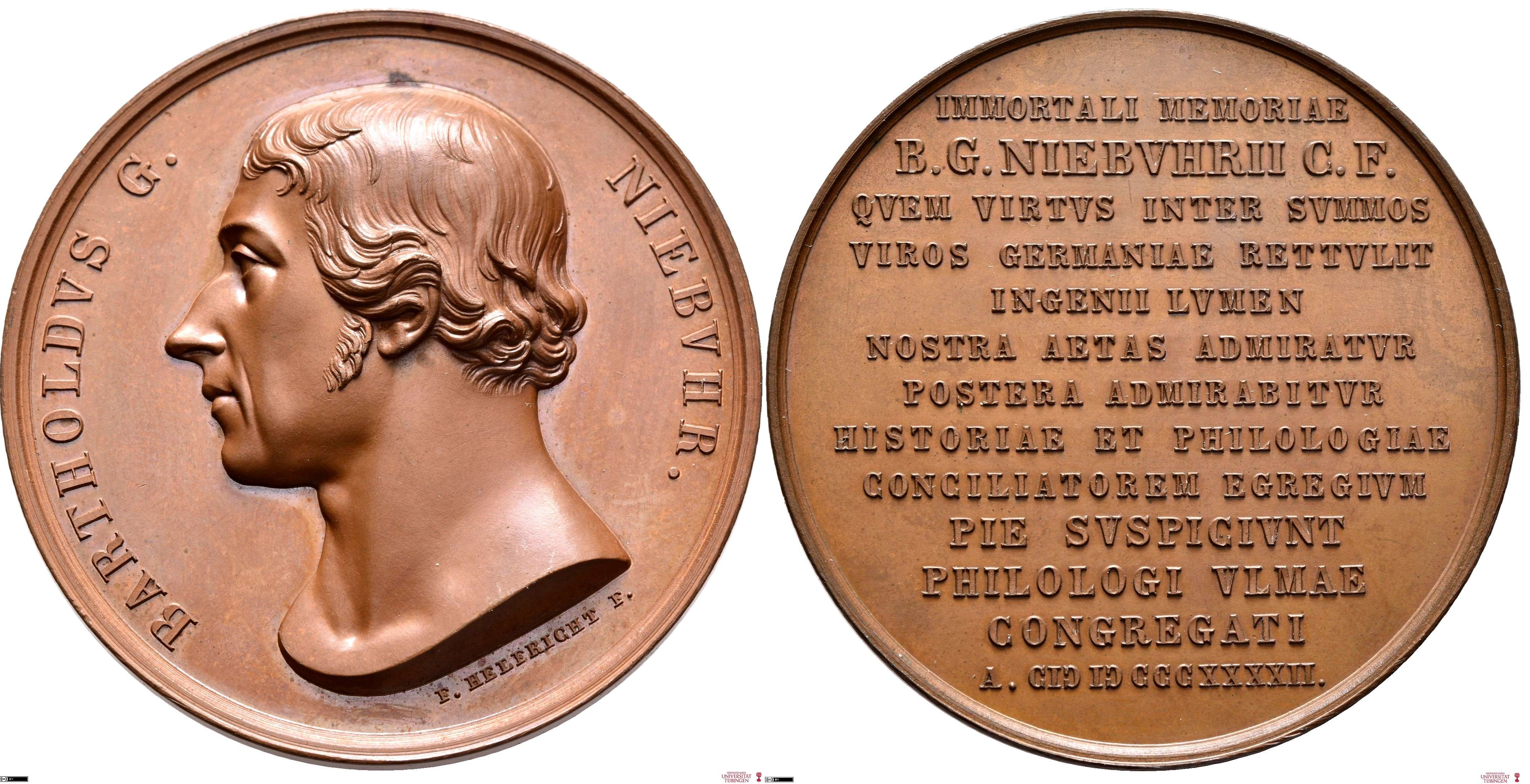
Médaille Barthold Georg Niebuhr 1842

Avec Niebuhr, l'histoire cessa de jouer le rôle de simple décor dans les disciplines nobles de l'université allemande  qu'étaient jusque-là la philosophie, la philologie, le droit et les sciences politiques, pour acquérir le statut de discipline académique à part entière. Le fait que ce savant, par son caractère passionné et marginal, qui éloigna de lui bien de ses amis, ait hésité toute sa vie entre une carrière diplomatique et universitaire, ne diminue en rien son influence sur les générations ultérieures de chercheurs.
Il y a une médaille pour Niebuhr.

## Œuvres
- Römische Geschichte bis 241 v. Chr. 1811–1832.
- Carsten Niebuhrs Leben (1817), Kiel.
- (en) « Lectures on the History of Rome from the Earliest Times to the Fall of the Western Empire » (2e édition angl., 1848)
  - Volume 
  - Volume 
  - Volume